# Turbe de Damat Ali Pacha
 (juin 2023).
Si vous disposez d'ouvrages ou d'articles de référence ou si vous connaissez des sites web de qualité traitant du thème abordé ici, merci de compléter l'article en donnant les références utiles à sa vérifiabilité et en les liant à la section « Notes et références ».
 (juin 2023).
Le contenu est difficilement compréhensible vu les erreurs de traduction, qui sont peut-être dues à l'utilisation d'un logiciel de traduction automatique.
 (juin 2023).
 (juin 2023).
Le turbe de Damat Ali Pacha est un mausolée ottoman, construit en 1784 dans la partie haute de la forteresse de Belgrade. Avec le turbe de cheikh Mustafa, ce mausolée est le dernier exemple sauvegardé[réf. nécessaire] de l'architecture funéraire turque à Belgrade.

## Recherches et études
Au cours de cent dernières années, il a été publié plusieurs recherches et études relatives à l’installation de turbe de Damat Ali Pacha. L'ancien officier de la mission diplomatique turque à  Belgrade Tawhid Remsey, a identifié, en déchiffrant le texte à partir du panneau endommagé au-dessus du portail de turbe, cette installation comme un lieu de sépulture de Hajji Mustafa Pacha (en), le vizir de Belgrade, tué en 1801. Au cours de son séjour à Belgrade, pendant la Première Guerre mondiale, de 1916 à 1917, Remsey a corrigé cette attitude, en expliquant plus précisément les panneaux mentionnés comme : „ Par les efforts de Hajji Mustafa Pacha, il a été amélioré le turbe de Shaheed Ali Pacha“, par quoi le turbe a été identifié comme le mémoire au commandant turc célèbre Damat Ali Pacha. Par cette identification, il a été démenti la croyance largement répandu que dans le turbe, il a été enterré Кara Mustafa Pacha, qui en 1683, après la défaite à Vienne, a été tué à Belgrade, par l’ordre du sultan Mehmed IV. Au cours des recherches de 1936 à 1937 et les travaux sur la restauration du turbe, effectués par Меhmed Delić, en lieu de sépulture dans le turbe, il a trouvé une pierre tombale cassée avec l'inscription de 1818 ou 1819. Le texte déchiffré de la pierre tombale dit qu'elle a été construite au-dessus du lieu de sépulture de Damat Ali Pacha, et qu'elle a été restaurée de 1818 à 1819. Dans l'étude consacrée à l'architecture ottomane à Belgrade, Divna Djurić Zamolo trouve que cette installation date de l'année 1716 à 1717, et l'architecte I. Zdravković exprime le point de vue similaire. Dr Marko Popović a publié en 1991 l'étude la plus complétée, qui prouve que le turbe a été construit en 1784, comme un mémorial d'Izzet Mehmed Pacha (en), et dont les données présentées ont servi comme la base pour cette contribution.

## Histoire
En plus de ces données de l'étude, pour étudier le turbe, les sources historiques les plus importantes sont : les archives de la période ottomane, le matériel cartographique riche du XVIIIe siècle, ainsi qu'une plaque de marbre qui était située au-dessus de l'entrée dans le turbe de Damat Ali Pacha. Au cours de la Première Guerre mondiale, cette plaque avait été amenée à Budapest et, a été retournée par la restitution des biens culturels en 1958. Pendant un certain temps, cette plaque a été stockée dans le Musée militaire, afin d’être transférée ensuite à l'édifice actuelle de la turbe de Damat Ali Pacha. La donnée principale est que cette plaque ne correspond pas par ses dimensions à la niche au-dessus du portail du turbe existant. Sur la base de toutes ces sources mentionnées et les données présentées, il a été effectué la datation et l'attribution plus précises du turbe. À partir du texte de la plaque mentionnée, retournée de Budapest, il a été appris que le vizir défunt Damat Ali Pacha a été enterré par son muhurdar (le garde des Sceaux), qui, à la fin de l'occupation autrichienne, a retourné à Belgrade comme le dafterdar (le directeur des finances), et à cette occasion, de l'année 1741 à 1742, il a soulevé le turbe sur la tombe de Damat Ali Pacha. Cette donnée est confirmée par les archives turques, en précisant que le turbe de Damat Ali se trouvait près de la mosquée du sultan Mahmud. La position de cette mosquée, de même que du turbe a été précisément documentée dans plusieurs documents. Damat Ali Pacha est mort en 1716 et a été enterré à Belgrade. Afin de localiser la position originale de la tombe de Damat Ali Pacha, il est important la donnée de la position de mosquée du sultan Suleyman, construite peu de temps après la première conquête turque de Belgrade en 1521, et à proximité de laquelle Damat Ali Pacha a été enterré. Cette mosquée n'existe plus aujourd'hui et est sauvegardée seulement dans les traces. À la base du matériel cartographique existant, il est certain l'hypothèse selon laquelle elle se trouvait dans Gornji grad de la forteresse de Belgrade, de 40 à 50 mètres à l'est de la  fontaine de Mehmed Pacha Sokolović. Au cours de la vaste reconstruction autrichienne de la forteresse de Belgrade, de 1718 à 1725, il a été fait la mise à niveau de la zone de Gornji grad, quand presque toutes les installations de la période précédente ont été détruites. À l'occasion de ces travaux, il a été détruit la mosquée mentionnée, de même que la tombe de Damat Ali Pacha. Après le retour du gouvernement turc à Belgrade, en 1740, il a été trouvé une complètement nouvelle apparence de Gornji grad de la forteresse de Belgrade. À cette occasion, le bâtiment autrichien actuel de la garde a été adapté à la nouvelle mosquée impériale du sultan Mahmud. Comme il a été déjà mentionné, le defterdar Mustafa, l’ancien muhurdar (le garde des Sceaux) de Damat Ali Pacha, a construit à cette occasion, de 1741 à 1742, le turbe sur sa tombe, à l’est de la nouvelle mosquée.
Il a été sauvegardé des traces de cette installation de la base hexagonale, d’une largeur d’environ 5 mètres, et à en juger par les données survivantes cartographiques, elle a été voûtée par une coupole et le toit à 6 pignons. En plus de cette installation, dans la partie de l’espace autour de la mosquée, les projets montrent encore sept turbes de la base carrée, le plus probablement réalisés sous la forme des baldaquins ouvertes dépassant les tombeaux avec les pierres tombales. Comme les documents cartographiques particulièrement précieux pour la datation et l’attribution, il se distingue les projets des archives de guerre à Vienne (KAW sig. G I b 44-1 et sig. G I b 45) où il est isolé le turbe au milieu de Gornji grad de la Forteresse de Belgrade, marqué comme « le tombe du pacha qui est mort en 1784 ». Selon les données du matériel d’archives turques, cette année, dans Gornji grad de la Forteresse de Belgrade, il a été enterré le Grand Vizir Izzet Mehmed Pacha (en). Les données mentionnées suggèrent la conclusion que le turbe de Gornji grad, qui est sauvegardé jusqu’aujourd’hui, a été construit comme un monument mémorial d'Izzet Mehmed Pacha (en). Le texte sur la pierre tombale mentionnée des années 1818 et 1819, trouvé dans le turbe, a offert la donnée que le vizir de Belgrade de cette époque Marchali Pacha croyait qu’il restaure le tombeau désacralisé et le turbe de Selihdar Damat Ali Pacha, de même que la donnée que le tombeau a été détruit quand les chrétiens ont conquis Belgrade. Deux décennies plus tard, dans ce turbe, il a été enterré le vizir Selim Pacha, désigné comme le muhafiz de Belgrade en 1847, subitement décédé après seulement 41e jour de la désignation. Grâce à une légende extensive d’un projet turc du milieu du XIXe siècle (le projet des Archives de Serbie, sig.GK 7), il a été sauvegardé la donnée que, dans ce turbe, il a été enterré aussi Hasan Pacha, et probablement il s’agissait de Hasan Pacha Češmeli, qui a été désigné en 1848 comme le muhafiz de Belgrade, et il occupait cette position jusqu’à sa mort en 1850. Après le départ de l’Armée turque en 1867, le turbe servait à un moment comme entrepôt, ensuite comme le musée d’armes anciennes et de trophées. Au cours du bombardement de Belgrade en 1915, le portail avec une partie de la niche où il se trouvait l’inscription originaire a été complètement détruit. Bientôt, après l’année 1915, les Autrichiens ont restauré le turbe. Les travaux de restauration finale ont été effectués par la mairie de la ville de Belgrade aux années trentaines du XXe siècle. À ce moment, au lieu de l’ancienne plaque détruite de dévouement, il a été posé une nouvelle inscription dans la niche au-dessus du portail, qui est sauvegardée jusqu’à nos jours. La plaque avec l’inscription est écrite en serbe et en arabe, et offre la donnée qu’il y est enterré Damat Ali Pacha, le gagnant de Моrée.

## Description
Le turbe est un bâtiment de la base hexagonale simple, surmonté d’un dôme peu profond, situé sur le tambour. L’installation est construite de blocs de pierre, de taille régulière. Le seul accent décoratif sur l’extérieur est présenté par les couronnes profilées de démarquage et le portail profilé sur lequel il se trouve une niche, dans laquelle il a été situé l’inscription d’origine. En face de l’entrée dans le mur de sud-est, il a été fait la niche dont la partie supérieure est traitée d’une manière décorative. Dans la même partie du mur, il est posé de petits creux pour les lampes, qui flanquent la niche mentionnée ci-dessus. Sur les autres quatre murs, il est posé des fenêtres. Le bâtiment entier est d’une hauteur de sept mètres. Au milieu du turbe, il est posé une construction funérailles rectangulaire, mesurant 2,20 x 0,85 mètres et d’une profondeur de 1,45 mètre. Au-dessus de ce tombeau, il se trouvait une fois la pierre tombale de Izzet Mehmed Pacha (en), qui n’était pas sauvegardée. Dans les dossiers de photos, l’installation est présentée avec le toit à six pignons, recouvert avec des tuiles. Ayant en vue que, dans le récit de voyage qui s’occupe de la description de Belgrade orientale (Hans Kunic, 1673), il était mentionné que les « temples turcs » étaient couverts par le plomb, de même que cela était le système souvent utilisé de revêtement du toit de bâtiments sacraux et funéraires, il existe la possibilité que le toit du turbe de Damat Ali Pacha a été réalisé par le même système. Le turbe correspond par sa forme à la forme standard de bâtiments funéraires représentatifs de l’époque d’Empire ottoman. Les formes plus modestes de ce type de mausolées comprenaient la construction de la forme ouverte des baldaquins qui repose sur quatre colonnes ou plus. Bien que ces formes de monuments funéraires étaient construites sur le territoire de Belgrade, malheureusement, aucun d’entre eux n’était pas sauvegardé. La forme représentative et développée du turbe, sous la forme d’une structure fermée, polygonale, le plus souvent hexagonale, était commune dans l’architecture ottomane funéraire, et servait pour enterrer les dignitaires turques.
La revue de l’évolution d’architecture turque sur le territoire de Belgrade pourrait être vue le mieux sur le territoire de la Forteresse de Belgrade. Cependant, sur l’espace mentionné, il est peu possible d’envisager l’intégrité d’une période historique, ayant en vue les destructions vastes et les reconstructions. Les périodes qui pourraient, avec des interruptions mineures, être définies comme la période turque date de la période entre 1521 et 1867. Il y a peu de réalisations originaires de l’architecture ottomane dans la forteresse de Belgrade, de la manière qu’elles sont toujours liées aux périodes précédentes. Il s’agit avant tout, à l’architecture militaire utilitaire. L’une des rares installations sauvegardées sous sa forme authentique est le turbe de Damat Ali Pacha, situé dans Gornji grad de la Forteresse de Belgrade. Ensemble avec le turbe de Cheikh Mustafa dans la rue Višnjićeva no.1, et cette installation représente l’unique exemple conservé de l’architecture ottomane funéraire à Belgrade. L’installation du turbe de Damat Ali Pacha représente une valeur importante culturelle et historique comme la preuve matérielle du développement historique de la ville de Belgrade et la valeur architecturale comme un monument rare et représentatif de l’architecture ottomane sur le territoire de la ville de Belgrade. Il est situé dans la zone de la Forteresse de Belgrade, qui a été établie comme le bien culturel d’une importance extraordinaire.